# Conus canariensis
Espèce
Conus canariensis est une espèce de mollusques gastéropodes marins de la famille des Conidae.
Comme toutes les espèces du genre Conus, ces escargots sont prédateurs et venimeux. Ils sont capables de « piquer » les humains et doivent donc être manipulés avec précaution, voire pas du tout.

## Taxonomie

### Publication originale
L'espèce Conus canariensis a été décrite pour la première fois en 2020 par les malacologistes Manuel Jimenez Tenorio (d), Samuel Abalde, José R. Pardos-Blas et Rafael Zardoya (d) dans « European Journal of Taxonomy »,.

### Synonymes
- Kalloconus canariensis Tenorio, Abalde, Pardos-Blas & Zardoya, 2020 · non accepté